# Javier Milei
Javier Gerardo Milei, född 22 oktober 1970 i Buenos Aires, är argentinsk ekonom, författare och politiker. Han valdes till Argentinas president den 19 november 2023 och tillträdde posten den 10 december samma år.
Milei fick först uppmärksamhet som ekonom och författare till flera böcker om ekonomi och politik innan han blev politiskt aktiv. Hans framgång i det argentinska primärvalet i augusti 2023 inför det argentinska presidentvalet den 22 oktober 2023 kom för många som en överraskning. Milei besegrade Argentinas sittande finansminister, peronisten Sergio Massa, i den andra omgången av presidentvalet i november 2023. Han är libertarian som beskriver sig själv som anarkokapitalist.

## Biografi

### Bakgrund
Milei föddes i Buenos Aires 1970. Hans far Norberto Horacio Milei var busschaufför och senare affärsman i bussbranschen, medan modern Alicia Luján Lucich var hemmafru. Hans familj är av italienskt ursprung. Milei växte upp i området Villa Devoto och studerade på katolska grundskolor.
Milei har berättat att hans barndom var våldsam både verbalt och fysiskt. Pappan brukade säga att Javier aldrig skulle bli någon. Som vuxen bröt Milei med föräldrarna och träffade sin pappa nästa gång under coronapandemin. Milei har också sagt att han tack vare sin barndom inte längre är rädd för något.

### Utbildning och karriär
Milei avlade licentiatexamen i ekonomi vid Belgranos universitet och därefter två magisterexamina vid Instituto de Desarrollo Económico y Social och Universidad Torcuato di Tella.
Milei har varit universitetslärare i makroekonomi, mikroekonomi, tillväxtekonomi och matematisk ekonomi. Han är specialiserad på frågor rörande ekonomisk tillväxt och har undervisat i flera ekonomiska ämnen vid universitet i Argentina och i andra länder. Han har författat ett femtiotal akademiska forskningsrapporter samt flera böcker.
Före den politiska karriären var Milei chefsekonom på ett av de största argentinska affärskonglomeraten, Corporación America, som bland annat driver huvuddelen av Argentinas flygplatser.

### Mediekarriär
Milei är värd för sitt eget radioprogram som heter Demoliendo mitos, (”Rasera myter”) med regelbundna framträdanden av ekonomen och affärsmannen Gustavo Lázzari och personligheter som advokaten Pablo Torres Barthe och den högerlibertarianska statsvetaren María Zaldívar.
Under 2010-talet fick Milei betydande medial uppmärksamhet för debatter i argentinska TV-program som kännetecknades av förolämpningar av hans rivaler, nedvärderande språk och aggressiv retorik.

## Tidig politisk karriär

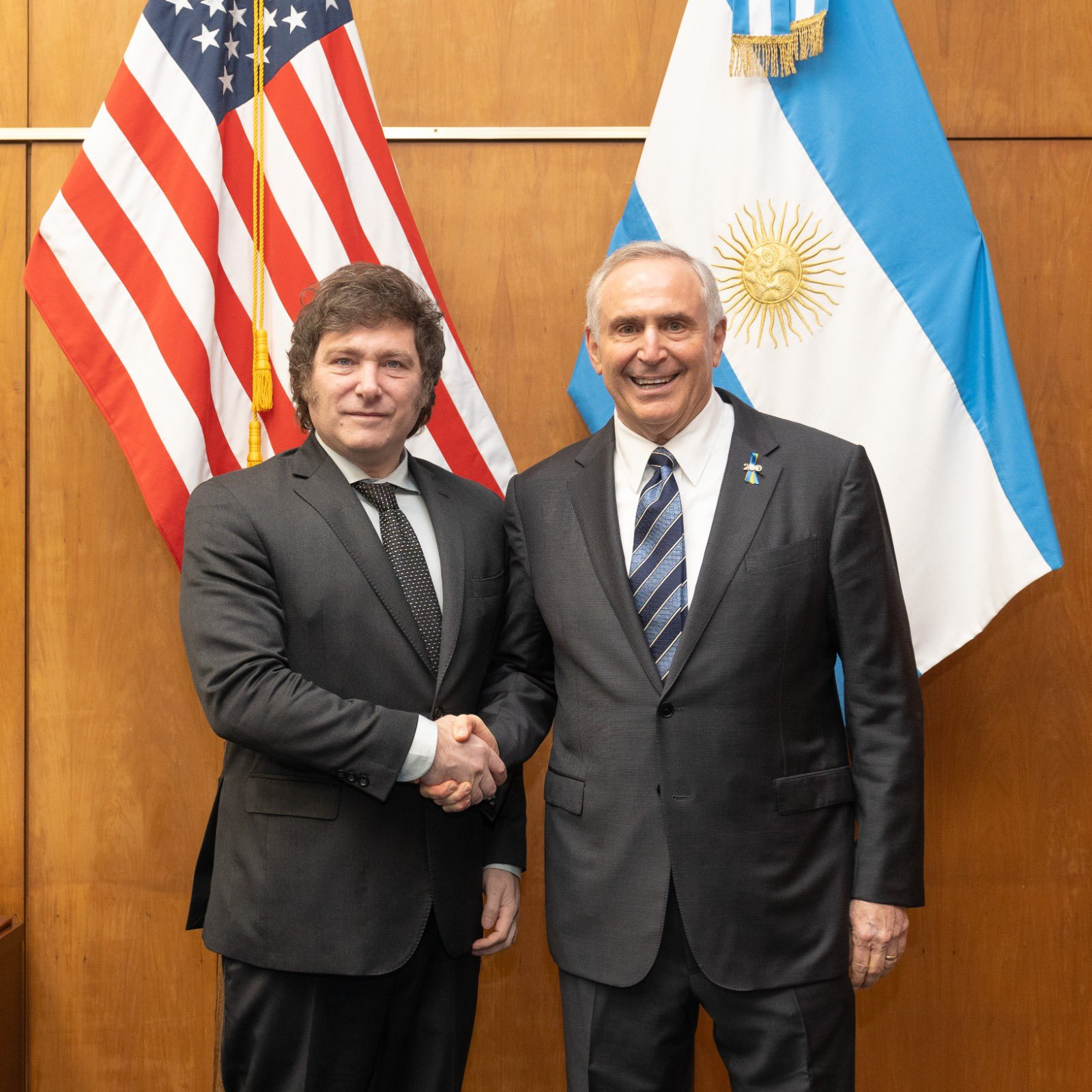
Milei med Marc Stanley, USA:s ambassadör till Argentina, 2023

### Politisk bakgrund och kongressledamot
Milei har haft en kort men snabb politisk karriär från libertariansk ekonom, till kongressman under en mandatperiod och sedan president. Han saknade partianknytning fram till 2019, då han anslöt sig till Partido Libertario (”Libertarianska partiet”).
Inför det argentinska kongressvalet 2021 deltog han i grundandet av valalliansen Avanza Libertad (ungefär ”Friheten går framåt”) 2020, men kom sedermera att grunda en egen valallians med det snarlika namnet La Libertad Avanza (vilket även det kan översättas som ”Friheten går framåt”). I november 2021 valdes Milei till kongressledamot efter att denna allians erhållit 17 procent av rösterna i huvudstaden Buenos Aires, vilket motsvarade 1,5 procent av rösterna på nationell nivå. Det gav alliansen två mandat i den argentinska kongressen.

### Presidentvalet 2023
Han kandiderade i det argentinska presidentvalet 2023. Det kom som en överraskning för många när han fick flest röster i primärvalen i augusti efter att hans stöd vuxit snabbt hos främst yngre väljare. Primärvalen sågs som en landsomfattande opinionsundersökning inför presidentvalet i oktober 2023. Milei erhöll i oktober näst flest röster i första omgången av presidentvalet. Eftersom vinnaren av första omgången, peronisten Sergio Massa, inte erhöll majoritet, gick Milei och Massa vidare till en andra omgång i november 2023. I den avgörande andra omgången av presidentvalet vann Milei över Massa med stor marginal när han erhöll cirka 56 procent av rösterna mot Massas 44 procent.
Hans politiska framgång anses bygga på ett stort missnöje hos argentinska väljare med utbredd korruption och det politiska etablissemangets misslyckade hantering av ekonomin som resulterat i djup ekonomisk kris. Han jämförs ofta med USA:s Donald Trump och Brasiliens Jair Bolsonaro.

### Kontroverser
Under sin politiska karriär har Milei varit insnärjd i olika kontroverser. I november 2017 väckte han uppståndelse genom att deklarera att ”den främsta producenten av Argentinas ekonomer är ett marxistiskt indoktrineringscentrum”, med hänvisning till ekonomihögskolan vid Universidad de Buenos Aires, vilket ledde till vad han kallade ”spridningen av keynesianska djur”. I februari 2017 skapade han ytterligare kontrovers genom att kalla Argentinas tidigare finansminister Domingo Cavallo, som anses vara delansvarig för finanskrisen i Argentina 2001, för landets bästa finansminister.
Under en konferens 2018 kallade Milei journalisten Teresita Frías för ”en åsna” efter att hon kritiserat hans ideologiska åsikter som totalitära. Vidare har han idiotförklarat påve Franciskus för hans försvar av social rättvisa och kallat honom för socialist. Efter att Franciskus uttryckt sin oro för Mileis framgångar i det argentinska primärvalet 2023 anklagade Milei honom för att vara en "kommunistisk skit" och "en representant för all ondska på jorden". Han har sedermera bett Franciskus om ursäkt för sina uttalanden.

## Presidentskap (2023–)
Milei svors in som president den 10 december 2023. Vid hans installationsceremoni närvarade bland annat Ungerns premiärminister Viktor Orbán och Ukrainas president Volodymyr Zelenskyj, samt Brasiliens före detta president Jair Bolsonaro.
Bland Mileis första åtgärder som president ingick bland annat ett minskande av antalet ministerposter i regeringen från 18 till 9, samt inrättandet av tre sekretariat med rådgivande uppdrag. Förutom medlemmar i Mileis egen valallians La Libertad Avanza kommer flera av ministrarna i hans regering – däribland säkerhetsministern Patricia Bullrich, som utmanade Milei i presidentvalet – från högerkoalitionen Juntos por el Cambio. Efter att ha omformulerat en lag som förbjöd tillsättandet av nära släktingar i offentliga befattningar utsåg han sin egen syster till det nyinrättade uppdraget som chef för presidentskapets generalsekretariat.
Efter tio dagar på presidentposten undertecknade Milei den 20 december ett omfattande presidentdekret präglat av drastiska nedskärningar, avregleringar och privatiseringar i den argentinska ekonomin: Bland förslagen ingår avskaffande av hyrestak och andra prisregleringar, liksom begränsningar av strejkrätten. Dekretet möttes av omfattande demonstrationer i Buenos Aires, samt i andra argentinska städer som Mar del Plata och Rosario.
Efter Mileis första tid som president visade den argentinska inflationen vissa tecken på att falla, något Milei själv tillskrev nedskärningar i finanspolitiken. Milei genomförde under de inledande månaderna av sitt presidentskap sänkningar av statens utgifter för att spara in på statens finanser. Samtidigt devalverade Milei den argentinska peson med 50 procent i ett försök att pressa tillbaka den argentinska hyperinflationen.
Efter ett år vid makten hade Mileis hårda ekonomiska åtstramningsprogram resulterat i fallande ekonomisk tillväxt, rekordarbetslöshet och att andelen fattiga i befolkningen stigit till nya rekordnivåer. Trots det höll sig stödet för Milei i opinionsmätningar kring 50 procent. Inte heller farhågor för omfattande folkliga protester infriades. Detta förklarades delvis med att han tidigt styrde väljarnas förväntningar genom att lyfta att det skulle bli sämre innan det blev bättre. Samtidigt föll inflationen tillbaka snabbare än vad bedömare förväntat sig, från drygt 25 procent per månad i december 2023 till 2,7 procent per månad i oktober 2024. Även den argentinska peson steg brant i värde efter Mileis tillträde, liksom värdet på landets obligationer och dess kreditrating. Den argentinska ekonomin som under lång tid setts som misskött började se mer normal ut med ett överskott i statsbudgeten för första gången på 12 år. Mileis plan var att fortsätta att avreglera det kraftigt reglerade landet och göra Argentina till den friaste ekonomin i världen.

## Politiska åsikter
Ideologiskt beskriver Milei sig själv som anarkokapitalist, anti-socialist och kulturkrigare.
Han vill avskaffa centralbanken och ersätta den argentinska valutan peson med den amerikanska dollarn. Milei förespråkar en väsentligt mindre stat, sänkta skatter och vill skära ned kraftigt på statliga utgifter genom att bland annat lägga ned tio ministerier och stoppa alla statliga projekt. Han vill privatisera statliga industrier och skära i det argentinska välfärdssystemet, bland annat genom att ersätta hela eller delar av den offentliga sjukvården med privata alternativ. Han vill avskaffa politikers privilegier och är uttalad motståndare till feministisk politik. Han ansluter sig till libertarianska förslag om legalisering av sexhandel och droger.
Under sin tid som kongressledamot lottade han varje månad ut sin ledamotslön bland de argentinare som anmälde sig. Han menade att han återbördande till folket vad som stulits från dem av staten med hot om våld. Milei har uttalat att han anser att skatt är en stöld från folket.
| ”                                                         | Argentina har under 100 år provat receptet för socialdemokrati och har gått från att vara ett av de rikaste länderna i världen till idag plats nummer 70. | „ |
| – Javier Milei, uttalat under presidentvalskampanjen 2023 | |   |

Det skapade starka reaktioner när det framkom att Milei var för en legalisering av organhandel. Han har senare tagit tillbaka uttalandet. Under sin presidentvalskampanj 2023 framträdde han ofta med en motorsåg för att illustrera sin avsikt att drastiskt skära i den argentinska statsapparaten. Han har även kallat den globala uppvärmningen för en socialistisk lögn och vill förbjuda abort, som legaliserades i Argentina 2020.
Milei har uttryckt sympatier för den före detta brasilianske presidenten Jair Bolsonaro och USA:s tidigare president Donald Trump, särskilt deras antikommunism och kritik av socialism. Han ser USA och Israel som sina främsta allierade och vill minska Kinas och Brasiliens, landets två största handelspartners, inflytande över Argentina. Milei har själv beskrivit sig som en ”Israelfanatiker”, och har uttryckt sin avsikt att erkänna Jerusalem som Israels huvudstad samt flytta den argentinska ambassaden dit från Tel Aviv. Han lovade också inför valet att han som president skulle göra Israel till mål för sin första utlandsresa.
Efter Rysslands invasion av Ukraina i början av 2022 gick Milei in i den argentinska nationalkongressen med en ukrainsk flagga för att visa sin solidaritet med Ukraina.

## Privatliv
Milei är född och uppvuxen i en katolsk familj. Han har en önskan att få konvertera till judendom och har ägnat mycket tid åt detta. Bland annat har han en rabbi som mentor och han studerar Torah, Talmud och andra judiska skrifter.
I augusti 2023 offentliggjordes det att Milei är i ett förhållande med en argentinsk skådespelerska Fátima Flórez.
År 2004 adopterade Milei en hund som hette Conan och som omkom år 2017. Milei besökte en fjärrskådare som vidarebefordrade ett meddelande, som Conan hade fått från Gud, att Milei borde kandidera i presidentvalet. Senare använde Milei 500 000 $ för att klona Conan. Då Milei blev president hade han fem hundar som alla var kloner av Conan och identiska med varandra. Han kar kallat dessa hundar för sina barn på fyra ben och sina rådgivare.
Milei har sagt att han inte kammar sitt hår utan låter den osynliga handen ta hand om det.

## Utmärkelser
- San Martín Befriarens orden med kedja (Argentina, 2023, stormästare)[60]
- Majordens storkors (Argentina, 2023, stormästare)[61]